# 阿布·奥马尔·希沙尼
阿布·奥马尔·希沙尼（阿拉伯语：‎，1986年2月11日—2016年7月10日），原名塔尔汗·塔尤穆拉佐维奇·巴提拉什维利，是极端伊斯兰恐怖主义组织“伊斯兰国”的一名领袖。
他是一名基斯特人，出生在格鲁吉亚的卡赫蒂。2006年加入格鲁吉亚陆军，后来成为中士，曾参加过2008年南奥塞梯战争。2010年退役后成为一名圣战者，参加叙利亚内战，并成为一名指挥官。他以作战凶狠著称。2013年，加入极端组织“伊斯兰国”。约在2014年中期，成为该组织的战地指挥。
2016年3月14日，两名美军官员向CNN透露称，希沙尼在3月4日的一次空袭中被炸死。然而“伊斯兰国”随后通过推特否认了这一消息的真实性。
2016年7月10日，美國宣稱此前在證實希沙尼被殺的消息為假之後，再次對他進行襲擊。7月13日，伊斯蘭國宣稱希沙尼在薩拉赫丁省的Al-Shirqat陣亡。